# Österreichischer Tischtennisverband
Der Österreichische Tischtennisverband (ÖTTV) ist der nationale Tischtennisverband in Österreich. Die Auswahlmannschaft des ÖTTV ist die Österreichische Tischtennisnationalmannschaft.

## Landesverbände
Der ÖTTV ist aufgegliedert in die 9 Landesverbände
- Burgenländischer TT-Verband (BTTV)
- Kärntner TT-Verband (KTTV)
- Niederösterreichischer TT-Verband (NÖTTV)
- Oberösterreichischer TT-Verband (OÖTTV)
- Salzburger TT-Verband (STTV)
- Steirischer TT-Verband (STTTV)
- Tiroler TT-Verband (TTTV)
- Vorarlberger TT-Verband (VTTV)
- Wiener TT-Verband (WTTV)

## Geschichte
Obwohl es schon im Jahre 1921 in Wien einige Ping-Pong-Clubs gab und eine Meisterschaft für Mannschaften und Einzelspieler ins Leben gerufen worden waren, kam es erst 1923 durch Edgar Dietrichstein zur Gründung des Wiener Tischtennisspiel-Verbandes (WTTV). Der Wiener Tischtennisspiel-Verband wurde 1930 in den Österreichischen Tischtennis Verband (ÖTTV) mit Sitz in Wien übergeführt.
Da praktisch hauptsächlich im Wiener Raum Vereinsstrukturen vorhanden waren, war der ÖTTV praktisch mit dem WTTV gleichzusetzen.
1926 beteiligte man sich an der Gründung des ITTF und gehört somit zu den neun Gründungsmitgliedern des Weltverbandes.
Ab 1927 wuchs die Anzahl der Vereine und Aktiven in Österreich kontinuierlich an. Sie spielten auch in der Weltspitze mit und holten einige Weltmeistertitel, so zum Beispiel Richard Bergmann, Alfred Liebster, Trude Pritzi und Gertrude Wildam.
Die positive Entwicklung endete 1938 mit dem Anschluss Österreichs an das Deutsche Reich. Jüdische Spieler und Funktionäre wurden aus dem Sportbetrieb ausgeschlossen, dies führte weitgehend zum Niedergang des ÖTTV. Dieser wurde 1938 als "Gau 17 Deutsch-Österreich" in den Deutschen Tischtennis-Bund DTTB integriert und dem Weltverband ITTF als aufgelöst gemeldet. 1942 wurde der Österreichische Tischtennisverband als Verein gelöscht.
Schon im Oktober 1945 begann der Wiederaufbau nach dem Zweiten Weltkrieg, betrieben vor allem von Anita und Heinrich Nitschmann, Kurt Kunodi, Konrad Neidhart, Robert Thum und Franz Linhart. Die noch immer bestehende Personalunion mit dem Wiener Tischtennis-Verband wurde mit der Gründung des eigenständigen WTTV am 4. Juni 1947 beendet. 1948 gab Axel Hohler die erste österreichische Tischtenniszeitschrift Österreichische Tischtennisrundschau heraus. 1957 gehörte der ÖTTV zu den 17 Gründungsmitgliedern der Europäischen Tischtennisunion ETTU.
1962 wurde die Staatsliga als höchste Spielklasse für Herrenmannschaften gegründet. In der ersten Saison starteten die folgenden 12 Teams:
1. Bundesbahn Wien
2. Energie Wien
3. Puch Graz
4. Vienna Wien
5. Alpine Donawitz
6. TSV Fulpmes (Tirol)
7. ASK Salzburg
8. Badener AC
9. Union Gmunden (Oberösterreich)
10. Handelskammer Graz
11. SV Semperit Traiskirchen
12. Union Salzburg

1948 gehörten dem ÖTTV etwa 200 Vereine und 5000 Aktive an, im Oktober 2002 kam man auf 545 Vereine mit 26.553 Spielern.
Im September 2015 wurde das Herren-Team des ÖTTV bei der Tischtennis-Europameisterschaft 2015 in Jekaterinburg erstmals in der ÖTTV-Geschichte Europameister im Team-Bewerb, zehn Jahre nach der Silbermedaille bei der Tischtennis-Europameisterschaft 2005 in Aarhus.
Bis 2015 holte der ÖTTV insgesamt 35 Medaillen bei Europameisterschaften, davon sieben Gold-, zehn Silber- und 18 Bronzemedaillen.

## Präsidenten
- Oktober 1928 – März 1933: Hans Thanhofer
- März 1933 – Oktober 1934: Heinrich Pirker[6][7][8]
- ab Oktober 1934: Eugen Grabscheid[9]
- um 1947 – etwa 1955: Kurt Kunodi[10]
- um 1957: Gustav Stelzmüller[11]
- um 1965: Kurt Kunodi[12]
- um 1971 – um 1985: Karl Smekal[13]
- 1987–1993: Rudolf Weinmann[14]
- 1993–1999: Reinhard Engel
- 1999–2013: Gottfried Forsthuber[15]
- 2013–2021: Hans Friedinger[16][17]
- 2021– : Wolfgang Gotschke[18]

Im Juli 2021 wurde Wolfgang Gotschke zum Präsidenten gewählt sowie Stefan Fegerl (Sport), Gisela Fritsche (Finanzen) und Hubert Dobrounig (Digitalisierung/Organisation) zu dessen Vizepräsidenten.
Im März 2025 wurde Präsident Wolfgang Gotschke in seinem Amt bestätigt, neue Vizepräsidentin Sport wurde Liu Jia.

## Nationale Meisterschaften
Die nationalen Meisterschaften wurden ursprünglich unter dem Titel Meisterschaft der Österreicher durchgeführt. Ende 1934 wurden sie Staatsmeisterschaften der Österreicher genannt.
Von 1938 bis 1945 fanden wegen des Anschlusses Österreichs keine eigenen Meisterschaften statt. Die österreichischen Aktiven starteten damals bei den Deutschen Meisterschaften.
| Jahr | Ort          | Herren-Einzel      | Damen-Einzel           |
| ---- | ------------ | ------------------ | ---------------------- |
| 1923 |              | Frigyes Becske     | Josephine Wiesenthal   |
| 1924 |              | August Wildam      | Gertrude Wildam        |
| 1925 |              | Eduard Freudenheim | Gertrude Wildam        |
| 1926 |              | Eduard Freudenheim | Gertrude Wildam        |
| 1927 |              | Paul Flußmann      | Gertrude Wildam        |
| 1928 |              | Paul Flußmann      | Lili Forbath           |
| 1929 |              | Alfred Liebster    | Etta Neumann           |
| 1930 |              | Erwin Kohn         | Herma Löhr             |
| 1931 |              | Erwin Kohn         | Gertrude Wildam        |
| 1932 |              | Alfred Liebster    | Gertrude Wildam        |
| 1933 |              | Erwin Kohn         | Gertrude Wildam        |
| 1934 |              | Karl Sediwy        | Gertrude Wildam        |
| 1935 |              | Karl Sediwy        | Gertrude Wildam        |
| 1936 |              | Hans Hartinger     | Trude Pritzi           |
| 1937 |              | Alfred Liebster    | Trude Pritzi           |
| 1946 | Wien         | Otto Eckl          | Trude Pritzi           |
| 1947 | Wien         | Otto Eckl          | Trude Pritzi           |
| 1948 | Innsbruck    | Otto Eckl          | Trude Pritzi           |
| 1949 | Graz         | Heinrich Bednar    | Trude Pritzi           |
| 1950 | Linz         | Otto Eckl          | Ermelinde Wertl        |
| 1951 | Salzburg     | Heribert Just      | Trude Pritzi           |
| 1952 | Wien         | Otto Eckl          | Trude Pritzi           |
| 1953 | Bregenz      | Christian Awart    | Trude Pritzi           |
| 1954 | Klagenfurt   | Karl Wegrath       | Ermelinde Wertl        |
| 1955 | Wien         | Josef Sedelmayer   | Trude Pritzi           |
| 1956 | Baden        | Heribert Just      | Ermelinde Wertl        |
| 1957 | Graz         | Josef Sedelmayer   | Hedy Wunsch            |
| 1958 | Innsbruck    | Karl Wegrath       | Ermelinde Wertl        |
| 1959 | Wien         | Viktor Hirsch      | Margit Wanek           |
| 1960 | Donawitz     | Viktor Hirsch      | Friederike Scharfegger |
| 1961 | Salzburg     | Karl Troll         | Friederike Scharfegger |
| 1962 | Wien         | Karl Wegrath       | Henrike Willinger      |
| 1963 | Salzburg     | Karl Wegrath       | Henrike Willinger      |
| 1964 | Klagenfurt   | Herbert Duschanek  | Henrike Willinger      |
| 1965 | Innsbruck    | Conrad Köllner     | Elisabeth Willinger    |
| 1966 | Salzburg     | Günter Heine       | Elisabeth Willinger    |
| 1967 | Innsbruck    | Viktor Hirsch      | Henrike Willinger      |
| 1968 | Graz         | Günter Heine       | Helene Jahn            |
| 1969 | Bregenz      | Heinz Schlüter     | Gabriele Smekal        |
| 1970 | Linz         | Franz Thallinger   | Elisabeth Willinger    |
| 1971 | Schwechat    | Rudolf Weinmann    | Gabriele Smekal        |
| 1972 | Mödling      | Heinz Schlüter     | Elisabeth Willinger    |
| 1973 | Wels         | Franz Thallinger   | Eva Bogner             |
| 1974 | Wien         | Rudolf Weinmann    | Elisabeth Willinger    |
| 1975 | Kapfenberg   | Rudolf Weinmann    | Margret Wagner         |
| 1976 | Eggenburg    | Rudolf Weinmann    | Ingrid Wirnsberger     |
| 1977 | Wien         | Günter Heine       | Brigitte Gropper       |
| 1978 | Pinkafeld    | Erich Amplatz      | Brigitte Gropper       |
| 1979 | Judenburg    | Gottfried Bär      | Brigitte Gropper       |
| 1980 | Bregenz      | Erich Amplatz      | Dolores Fetter         |
| 1981 | Klagenfurt   | Erich Amplatz      | Barbara Wiltsche       |
| 1982 | Wien         | Erich Amplatz      | Barbara Wiltsche       |
| 1983 | Linz         | Gottfried Bär      | Barbara Wiltsche       |
| 1984 | Oberwart     | Peter Gockner      | Barbara Wiltsche       |
| 1985 | Innsbruck    | Stanislaw Fraczyk  | Elisabeth Maier        |
| 1986 | Wilhelmsburg | Gottfried Bär      | Elisabeth Maier        |
| 1987 | Salzburg     | Stanislaw Fraczyk  | Elisabeth Maier        |
| 1988 | Stockerau    | Ding Yi            | Elisabeth Maier        |
| 1989 | Judenburg    | Ding Yi            | Vera Kottek            |
| 1990 | Kremsmünster | Ding Yi            | Elisabeth Maier        |
| 1991 | Wolfsberg    | Ding Yi            | Petra Fichtinger       |
| 1992 | Dornbirn     | Ding Yi            | Petra Fichtinger       |
| 1993 | Perg         | Ding Yi            | Barbara Wiltsche       |
| 1994 | Eisenstadt   | Ding Yi            | Petra Fichtinger       |
| 1995 | Innsbruck    | Werner Schlager    | Petra Fichtinger       |
| 1996 | St. Pölten   | Werner Schlager    | Petra Fichtinger       |
| 1997 | Rif/Hallein  | Werner Schlager    | Petra Fichtinger       |
| 1998 | Wien         | Werner Schlager    | Liu Jia                |
| 1999 | Judenburg    | Werner Schlager    | Liu Jia                |
| 2000 | Linz         | Werner Schlager    | Liu Jia                |
| 2001 | Kapfenberg   | Werner Schlager    | Liu Jia                |
| 2002 | Wolfsberg    | Werner Schlager    | Liu Jia                |
| 2003 | Perg         | Werner Schlager    | Judit Herczig          |
| 2004 | Wolfurt      | Werner Schlager    | Judit Herczig          |
| 2005 | Kufstein     | Werner Schlager    | Liu Jia                |
| 2006 | Stockerau    | Werner Schlager    | Liu Jia                |
| 2007 | Kapfenberg   | Chen Weixing       | Liu Jia                |
| 2008 | Wels         | Kostadin Lengerov  | Liu Jia                |
| 2009 | Judenburg    | Robert Gardos      | Liu Jia                |
| 2010 | Innsbruck    | Robert Gardos      | Liu Jia                |
| 2011 | Wels         | Stefan Fegerl      | Li Qiangbing           |
| 2012 | Kirchbichl   | Stefan Fegerl      | Liu Jia                |
| 2013 | Linz         | Daniel Habesohn    | Liu Jia                |
| 2014 | Dornbirn     | Stefan Fegerl      | Liu Yuan               |
| 2015 | Horn         | Daniel Habesohn    | Liu Jia                |
| 2016 | Wien         | Dominique Plattner | Liu Jia                |
| 2017 | Salzburg     | Stefan Fegerl      | Sofia Polcanova        |
| 2018 | Wolfsberg    | Daniel Habesohn    | Sofia Polcanova        |
| 2019 | Kapfenberg   | Robert Gardos      | Liu Yuan               |
| 2020 | Kufstein     | Daniel Habesohn    | Sofia Polcanova        |
| 2021 | Fürstenfeld  | Robert Gardos      | Karoline Mischek       |
| 2022 | Klagenfurt   | Daniel Habesohn    | Sofia Polcanova        |
| 2023 | Wels         | Andreas Levenko    | Liu Yuan               |
| 2024 | Bruck        | Andreas Levenko    | Liu Yuan               |

## Zeitschriften
Von 1948 bis 1949 gab Alexander Hohler die Österreichische Tischtennis-Rundschau. Wegen finanzieller Schwierigkeiten bei einer Auflage von höchstens 1000 Stück stellte er nach 10 Ausgaben die Zeitschrift ein. Ab 1950 war Hohler Redakteur des vom Österreichischen Tischtennisverband herausgegebenen Tischtennis-Magazins. 1959 beendete er seine Mitarbeit.
Ab 1964 gab der Verein zur Förderung des TT-Sports in Österreich in Wien auf Initiative von Anton Luger die Tisch-Tennis-Schau heraus. In den folgenden Jahren erschienen jeweils sechs Ausgaben, ehe das Erscheinen (vor 1969) einstellte.
Heute informiert die Die Österreichische Tischtenniszeitung ÖTTZ die Fachwelt.

## Ehrenmitglieder
- 1947: Kurt Kunodi (* 1909 oder 1910; † 1993) Ehrenpräsident sowie seit 1957 Ehrenmitglied des Weltverbandes ITTF[32]
- 1947: Anita Nitschmann (1900 – 1974)
- 1947: Heinrich Nitschmann (1899 – 1965)